# Тануш Топия
Тануш Топия (на албански: Tanush Topia, на латински: Tanusas Thopius; † 1467 г.) е средновековен албански благородник, един от най-близките съратници на Скендербег.

## Живот
Тануш произхожда от знатния род Топия, а името Тануш е албански ендоним за Атанас.
През 1444 г. заедно с чичо си Андреа II Топия той участва в основаването на Лежката лига, военен съюз под водачеството на Скендербег, насочен против османците. Тануш отговаря за пехотата и тяхната съпротива по време на Втората обсада на Круя (1466 – 1467) става легендарна. Скендербег оставя в замъка 4400 мъже под командването на Тануш Топия, а той самият извежда хората си извън крепостта в опит да изненада турците с обходна маневра. Сред защитниците на крепостта има и 1000 венециански пехотинци под командването на Балдасаре Пердучи и 200 неаполитански стрелци.
След 1467 г. Тануш Топия повече не се споменава в историческите източници и някои изследователи предполагат, че вероятно е убит към края на обсадата или скоро след това.